# Aix-en-Pévèle
Aix-en-Pévèle är en kommun i departementet Nord i regionen Hauts-de-France i norra Frankrike. Kommunen ligger i kantonen Orchies som tillhör arrondissementet Douai. År 2022 hade Aix 1 348 invånare.

## Befolkningsutveckling
Antalet invånare i kommunen Aix-en-Pévèle
| Referens: INSEE |